# Texasi szürke farkas
A texasi szürke farkas (Canis lupus monstrabilis), a szürke farkas (Canis lupus) észak-amerikai alfaja.

## Jellemzők
Kis termetű, sötét színű bundájú, bár néhány egyeden fehér színezés is látható volt. Ragadozó életmódot folytatott, bölényekre, és szarvasmarhákra támadott. 1942-ben kihalt, Texasban és Északkelet-Mexikóban élt.

## Vita
1980-ban amerikai kutatók arra hivatkozva, hogy a genetikai különbségek száma nagyon alacsony, tanácsolták, hogy ezt az alfajt egyesítsék a mexikói farkas alfajjal, amit 1983-ban meg is tettek. Azóta nem minősül hivatalosan alfajnak.